# جیر لوندستاد
جیر لوندستاد (زاده ۱۷ ژانویه ۱۹۴۵) مورخ نروژی است، که تا سال ۲۰۱۴ به عنوان مدیر موسسه نوبل نروژ فعال بود. در این دوره او به عنوان دبیر کمیته نوبل نروژ نیز فعالیت داشت. با این حال، او خود عضو کمیته نیست.

## زندگی
لوندستاد که در Sulitjelma متولد شد، در دانشگاه اسلو و دانشگاه Tromsø تحصیل کرد و در سال ۱۹۷۰ فارغ‌التحصیل شد.
پیش از آغاز سمتهای خود با مؤسسه و کمیته نوبل نروژ، سمتهای مختلفی را به عنوان مدرس و استاد دانشگاه ترومسو در اختیار داشت. پس از آن، وی به عنوان استاد کمکی تاریخ بین‌المللی با دانشگاه اسلو در ارتباط بوده‌است. لوندستاد چندین سال در ایالات متحده به عنوان همکار تحقیقاتی، در دانشگاه هاروارد، از سال ۱۹۷۸ تا ۱۹۷۹ و بار دیگر در ۱۹۸۳ و در مرکز وودرو ویلسون در واشینگتن دی سی، بین سالهای ۱۹۸۸ و ۱۹۸۹ فعال بوده‌است.
وی عضو آکادمی علوم و نامه‌های نروژ است.